# La Fange (film, 1921)
Pour plus de détails, voir Fiche technique et Distribution.
La Fange (The Bait) est un film muet américain réalisé par Maurice Tourneur, sorti en 1921.

## Synopsis
Joan Grainger, vendeuse dans une bijouterie, est accusé de vol par le chef de rayon, Simpson, qui est en fait membre du gang de Bennett Barton, et par Dolly, une autre vendeuse. Barton la fait sortir de prison et l'emmène à Paris, où il a l'intention de l'utiliser pour faire chanter des millionnaires. Aux Folies-Bergère, John Warren sauve Joan des griffes d'une lionne qui s'était échappée. Ils retournent aux États-Unis par le même bateau et tombent amoureux l'un de l'autre. À New York, Warren obtient la confession de Dolly. Barton essaye de récupérer cette confession mais est tué par Simpson, lui aussi à la recherche de cette preuve. Joan est finalement innocentée et Warren lui demande sa main. 

## Fiche technique
- Titre original : The Bait
- Titre français : La Fange
- Réalisation : Maurice Tourneur

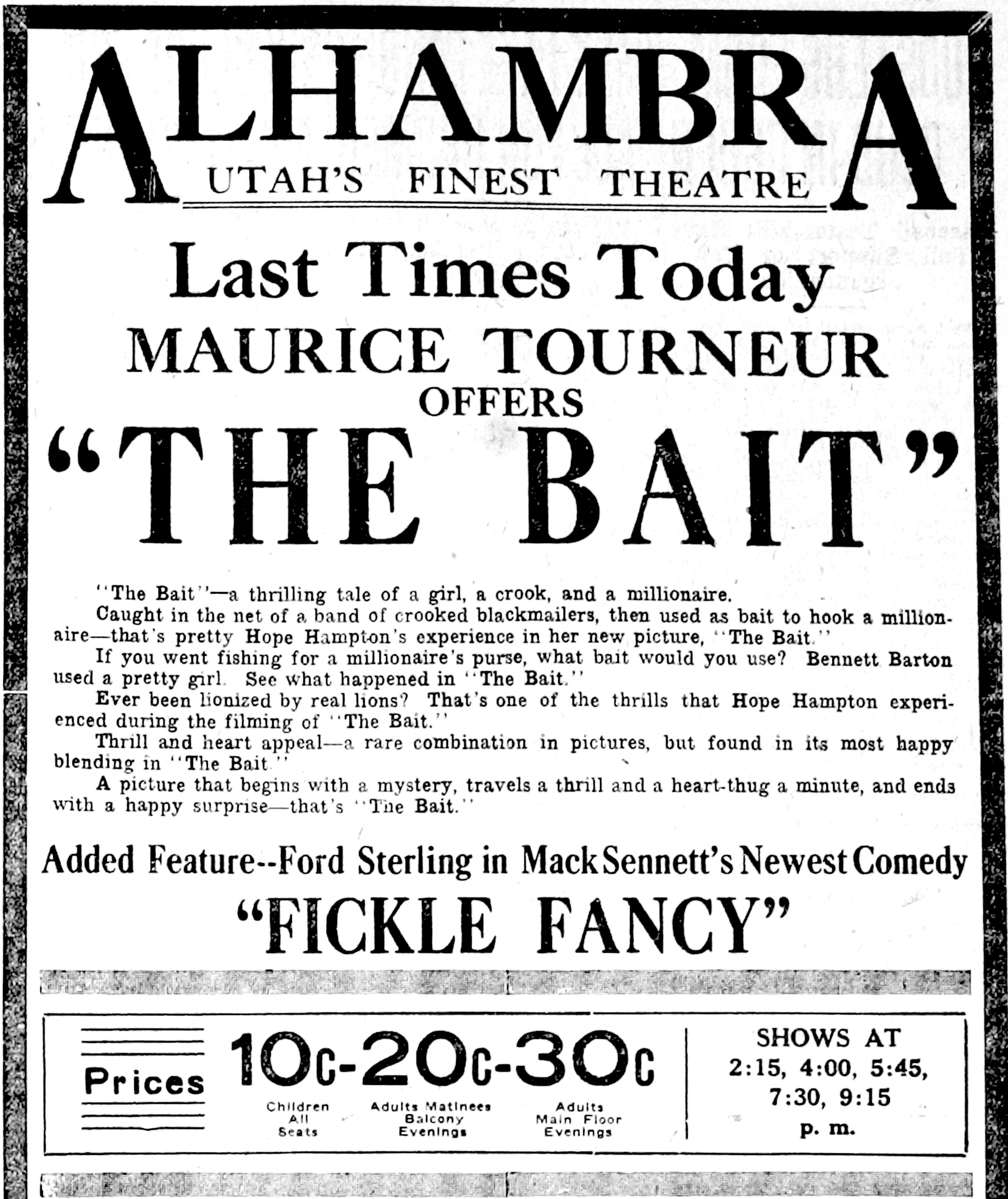
Publicité parue dans un journal à l'époque.

- Scénario : John Gilbert, d'après la pièce The Tiger Lady de Sidney Toler
- Photographie : Alfred Ortlieb
- Production : Hope Hampton
- Société de production : Hope Hampton Productions
- Société de distribution : Paramount Pictures Corporation
- Pays de production :  États-Unis
- Langue originale : anglais
- Format : noir et blanc — 35 mm — 1,37:1 — Muet
- Genre : drame
- Durée : 50 minutes
- Dates de sortie : 
  - États-Unis : 2 janvier 1921
  - France : 10 novembre 1922[1]
- Licence : domaine public

## Distribution
- Hope Hampton : Joan Grainger
- Harry Woodward : John Warren
- Jack McDonald : Bennett Barton
- James Gordon : John Garson
- Rae Ebberly : Dolly
- Joseph Singleton : Simpson
- Poupée Andriot : Madeline
- Dan Crimmins : Jimmy